# Unitree Robotics
Unitree Robotics (en chinois simplifié : 杭州宇树科技有限公司 ; chinois traditionnel : 杭州宇樹科技有限公司 ; pinyin : Hángzhōu yǔ shù kējì yǒuxiàn gōngsī) est une société basée à Hangzhou en Chine. Elle développe, construit et vend des robots quadrupèdes ainsi que deux robots bipèdes humanoïdes.

## Présentation

### Produits
le dernier né, présenté en mai 2024 est le G1, un prototype de robot humanoïde mesurant 1,27 m de haut, pesant de 35 kg à 47 kg en fonction des options choisies selon les données du constructeur, équipé de mains préhensibles possédant trois doigts, marchant à la vitesse d'un humain et intégrant une I.A. lui permettant d'apprendre facilement différentes tâches. Il possède une autonomie annoncée de deux heures grâce à une batterie amovible et peut se replier sur lui-même afin d'être plus compact pour être aisément transportable par un humain. Ce robot entre en concurrence directe, pour un prix de vente nettement moins élevé, avec le robot Optimus Génération 2 produit par la société Tesla,.
La société Unitree Robotics a une politique tarifaire extrêmement agressive vis-à-vis de concurrents comme Boston Dynamics.

## Liste de produits
Cette section est promotionnelle ou publicitaire (avril 2024). Considérez son contenu avec précaution et/ou discutez-en.
- A1 : robot quadrupède le plus agile.
- Aliengo : robot quadrupède sans câbles externes visibles.
- B1 : robot quadrupède pouvant porter ponctuellement une charge de 80 kg et de façon continuelle une charge de 20 kg, étanchéité IP68, navigation automatique, robot se rechargeant seul.
- B2 : robot quadrupède. Grande capacité à surmonter les obstacles et excellente adaptabilité au type de terrain sur lequel le robot se déplace.
- G1 : robot humanoïde présenté en mai 2024 comme un « agent humanoïde » intégrant un puissant lidar pour s'orienter et effectuer diverses tâches.
- Go1 : système compagnon intelligent ISS, système super-sensoriel SSS. Robot quadrupède ressemblant à un chien de petite taille.
- Go2 : système de perception amélioré de 200 %, durée de vie de la batterie augmentée de 150 %, grand modèle d'I.A. Robot quadrupède ressemblant à un chien de grande taille.
- H1 : robot humanoïde universel courant et sautant avec perception panoramique de la profondeur à 360°，intégrant une I.A. Premier robot humanoïde produit par Unitree Robotics.
- L1 : bras robotique de taille compacte, résiste efficacement aux interférences produites par une lumière forte de type laser.
- Laikago : robot quadrupède nommé en référence à la chienne Laïka, présenté en 2017.
- PUMP : appareil portable de fitness pesant 0,7 kg.
- Z1 : deux moteurs connectés en parallèle, charge 5 kg.